# Ланча Диалфа
Ланча Диалфа или Ланча 18 КС, е вторият модел автомобил, произвеждан от италианския производител.

## История
Моделът е доработена версия на Ланча Алфа. Производството на модела започва през есента на 1908 г. Главният конструктор Винченцо Ланча проектира автомобила за състезания, в които новосъздадената марка да взема участие. Кодовото име на автомобила е Типо 53.